# Elisabetta Ernestina di Sassonia-Meiningen
Elisabetta Ernestina Antonia di Sassonia-Meiningen (Meiningen, 3 dicembre 1681 – Bad Gandersheim, 24 dicembre 1766) fu una principessa di Sassonia-Meiningen e la più importante badessa post riforma protestante.

## Biografia
Era figlia del duca Bernardo I di Sassonia-Meiningen e della seconda moglie Elisabetta Eleonora di Brunswick-Wolfenbüttel.
Crebbe presso la corte di Meiningen dove mostrò un precoce interesse per le arti e le scienze.
Elisabetta Ernestina prese i voti divenendo nel 1713 badessa del monastero protestante di Gandersheim.
Sotto il suo governo il monastero prosperò: la biblioteca si arricchì di nuovi volumi dedicati anche alle scienze e le stanze comuni si riempirono di collezioni d'arte. Molte furono le donazioni di opere letterarie e artistiche provenienti dalla nobiltà del paese.
Negli anni 1713-1726 fece costruire a Brunshausen un Palazzo d'estate con camere adibite alla raccolta e allo studio. Fece ristrutturare il convento e lo arricchì di un giardino barocco.
Con il fratello Antonio Ulrico, con cui mantenne sempre ottimi rapporti e che sostenne anche economicamente durante le numerose controversie con i fratelli, creò a Meiningen una collezione d'arte e di storia naturale.
Morì nel 1766 dopo 53 anni alla guida del monastero.

## Ascendenza
|                                                                        |                                                                      |                                                                         | Genitori                                                                   |  |  | Nonni |  |  | Bisnonni                               |  |  | Trisnonni                                   |  |
|                                                                        |                                                                      |                                                                         |                                                                            |  |  |       |  |  | 8. Johann III, duca di Sassonia-Weimar |  |  | 16. Johann Wilhelm, duca di Sassonia-Weimar |  |
|                                                                        |                                                                      |                                                                         |                                                                            |  |  |       |  |  | 8. Johann III, duca di Sassonia-Weimar |  |  | 16. Johann Wilhelm, duca di Sassonia-Weimar |  |
|                                                                        |                                                                      | 17. Dorothea Susanne von der Pfalz-Simmern                              |                                                                            |  |  |       |  |  | 8. Johann III, duca di Sassonia-Weimar |  |  |                                             |  |
| 4. Ernst I, duca di Sassonia-Gotha-Altenburg                           |                                                                      |                                                                         |                                                                            |  |  |       |  |  | 8. Johann III, duca di Sassonia-Weimar |  |  |                                             |  |
|                                                                        |                                                                      | 9. Dorothea Maria von Anhalt                                            | 18. Joachim Ernst, principe di Anhalt                                      |  |  |       |  |  |                                        |  |  |                                             |  |
|                                                                        |                                                                      | 9. Dorothea Maria von Anhalt                                            | 18. Joachim Ernst, principe di Anhalt                                      |  |  |       |  |  |                                        |  |  |                                             |  |
|                                                                        |                                                                      | 9. Dorothea Maria von Anhalt                                            | 19. Eleonore von Württemberg                                               |  |  |       |  |  |                                        |  |  |                                             |  |
| 2. Bernhard I, duca di Sassonia-Meiningen                              |                                                                      | 9. Dorothea Maria von Anhalt                                            |                                                                            |  |  |       |  |  |                                        |  |  |                                             |  |
|                                                                        |                                                                      | 10. Johann Philipp, duca di Sassonia-Altenburg                          | 20. Friedrich Wilhelm I, duca di Sassonia-Weimar                           |  |  |       |  |  |                                        |  |  |                                             |  |
|                                                                        |                                                                      | 10. Johann Philipp, duca di Sassonia-Altenburg                          | 20. Friedrich Wilhelm I, duca di Sassonia-Weimar                           |  |  |       |  |  |                                        |  |  |                                             |  |
|                                                                        |                                                                      | 10. Johann Philipp, duca di Sassonia-Altenburg                          | 21. Anna Maria von Pfalz-Neuburg                                           |  |  |       |  |  |                                        |  |  |                                             |  |
| 5. Elisabeth Sophia von Sachsen-Altenburg                              |                                                                      | 10. Johann Philipp, duca di Sassonia-Altenburg                          |                                                                            |  |  |       |  |  |                                        |  |  |                                             |  |
|                                                                        |                                                                      | 11. Elisabeth von Braunschweig-Wolfenbüttel                             | 22. Heinrich Julius, principe di Wolfenbüttel e duca di Brunswick-Lüneburg |  |  |       |  |  |                                        |  |  |                                             |  |
|                                                                        |                                                                      | 11. Elisabeth von Braunschweig-Wolfenbüttel                             | 22. Heinrich Julius, principe di Wolfenbüttel e duca di Brunswick-Lüneburg |  |  |       |  |  |                                        |  |  |                                             |  |
|                                                                        |                                                                      | 11. Elisabeth von Braunschweig-Wolfenbüttel                             | 23. Elisabeth af Danmark                                                   |  |  |       |  |  |                                        |  |  |                                             |  |
| 1. Elisabeth von Sachsen-Meiningen                                     |                                                                      | 11. Elisabeth von Braunschweig-Wolfenbüttel                             |                                                                            |  |  |       |  |  |                                        |  |  |                                             |  |
|                                                                        | 12. August II, principe di Wolfenbüttel e duca di Brunswick-Lüneburg | 24. Heinrich III, principe di Wolfenbüttel e duca di Brunswick-Lüneburg |                                                                            |  |  |       |  |  |                                        |  |  |                                             |  |
|                                                                        | 12. August II, principe di Wolfenbüttel e duca di Brunswick-Lüneburg | 24. Heinrich III, principe di Wolfenbüttel e duca di Brunswick-Lüneburg |                                                                            |  |  |       |  |  |                                        |  |  |                                             |  |
|                                                                        | 12. August II, principe di Wolfenbüttel e duca di Brunswick-Lüneburg | 25. Ursula von Sachsen-Lauenburg                                        |                                                                            |  |  |       |  |  |                                        |  |  |                                             |  |
| 6. Anton Ulrich, principe di Wolfenbüttel e duca di Brunswick-Lüneburg | 12. August II, principe di Wolfenbüttel e duca di Brunswick-Lüneburg |                                                                         |                                                                            |  |  |       |  |  |                                        |  |  |                                             |  |
|                                                                        |                                                                      | 13. Dorothea von Anhalt-Zerbst                                          | 26. Rudolf, principe di Anhalt-Zerbst                                      |  |  |       |  |  |                                        |  |  |                                             |  |
|                                                                        |                                                                      | 13. Dorothea von Anhalt-Zerbst                                          | 26. Rudolf, principe di Anhalt-Zerbst                                      |  |  |       |  |  |                                        |  |  |                                             |  |
|                                                                        |                                                                      | 13. Dorothea von Anhalt-Zerbst                                          | 27. Dorothea Hedwig von Braunschweig-Wolfenbüttel                          |  |  |       |  |  |                                        |  |  |                                             |  |
| 3. Elisabeth Eleonore von Braunschweig-Wolfenbüttel                    |                                                                      | 13. Dorothea von Anhalt-Zerbst                                          |                                                                            |  |  |       |  |  |                                        |  |  |                                             |  |
|                                                                        |                                                                      | 14. Friedrich, duca di Schleswig-Holstein-Sonderburg-Norburg            | 28. Johann, duca di Schleswig-Holstein-Sonderburg                          |  |  |       |  |  |                                        |  |  |                                             |  |
|                                                                        |                                                                      | 14. Friedrich, duca di Schleswig-Holstein-Sonderburg-Norburg            | 28. Johann, duca di Schleswig-Holstein-Sonderburg                          |  |  |       |  |  |                                        |  |  |                                             |  |
|                                                                        |                                                                      | 14. Friedrich, duca di Schleswig-Holstein-Sonderburg-Norburg            | 29. Elisabeth von Braunschweig-Grubenhagen                                 |  |  |       |  |  |                                        |  |  |                                             |  |
| 7. Elisabeth Juliana von Schleswig-Holstein-Sonderburg-Norburg         |                                                                      | 14. Friedrich, duca di Schleswig-Holstein-Sonderburg-Norburg            |                                                                            |  |  |       |  |  |                                        |  |  |                                             |  |
|                                                                        |                                                                      | 15. Eleonore von Anhalt-Zerbst                                          | 30. Rudolf, principe di Anhalt-Zerbst (= 26)                               |  |  |       |  |  |                                        |  |  |                                             |  |
|                                                                        |                                                                      | 15. Eleonore von Anhalt-Zerbst                                          | 30. Rudolf, principe di Anhalt-Zerbst (= 26)                               |  |  |       |  |  |                                        |  |  |                                             |  |
|                                                                        |                                                                      | 15. Eleonore von Anhalt-Zerbst                                          | 31. Dorothea Hedwig von Braunschweig-Wolfenbüttel (= 27)                   |  |  |       |  |  |                                        |  |  |                                             |  |
|                                                                        |                                                                      | 15. Eleonore von Anhalt-Zerbst                                          |                                                                            |  |  |       |  |  |                                        |  |  |                                             |  |